# Moncheca bisulca
Moncheca bisulca är en insektsart som först beskrevs av Jean Guillaume Audinet Serville 1825.  Moncheca bisulca ingår i släktet Moncheca och familjen vårtbitare.

## Underarter
Arten delas in i följande underarter:
- M. b. bisulca
- M. b. kuthyi